# Donja Lapaštica
Donja Lapaštica es un pueblo ubicado en la municipalidad de Medveđa, en el distrito de Jablanica, Serbia.

## Superficie
Posee una superficie de 3,759 kilómetros cuadrados.

## Demografía
Hasta 2011 la población era de 29 habitantes, con una densidad de población de 7,714 habitantes por kilómetro cuadrado.